# Чортківський домініканський монастир
Чортківський домініканський монастир — римсько-католицький монастир в місті Чорткові Чортківської громади Чортківського району на Тернопіллі.
Оголошений пам'яткою архітектури місцевого значення (охоронний номер 1766).

## Історія
Заснований 1640 року руським воєводою Станіславом Гольським.
2 липня 1941 року в монастирі вбито енкаведистами чотирьох домініканців.
Радянська влада перетворила опустілий та згорілий храм на склад продтоварів. У вцілілій частині будівлі працювала швейна фабрика, яка після проголошення незалежності України припинила своє існування.
Приміщення святині перебувало у безоплатному користуванні ченців із 2 серпня 2012 року. Згідно з розпорядженням виконувача голови Тернопільської ОДА від 29 січня 2015 року монастир передано у власність Східному вікаріату ордену Братів Проповідників в Україні.